# Mesochorus cataclysmi
Mesochorus cataclysmi là một loài tò vò trong họ Ichneumonidae.